# Francesco Antonioli
Francesco Antonioli (* 14. September 1969 in Monza) ist ein ehemaliger italienischer Fußballtorhüter.
Antonioli entstammt der Jugend des AC Mailand. 1986 wurde er zunächst an Calcio Monza verliehen, ehe er 1988 zu Milan zurückkehrte. Allerdings kam er hier nicht zum Einsatz und wurde erneut verliehen. 1990/91 kam er zu AC Cesena, in der folgenden Spielzeit zum FC Modena. Nach seiner Rückkehr debütierte er 1992 im Lokalderby gegen Inter in der Serie A.
Antonioli konnte sich bei Milan nicht durchsetzen und wurde in der Winterpause der Saison 1993/94 an Pisa Calcio verliehen. Im Sommer verließ er den AC Mailand und unterschrieb beim Ligakonkurrenten AC Reggiana. Mit dem Verein stieg er jedoch aus der Serie A ab und ging daher zum FC Bologna. 1999 ging er zum AS Rom, wo er dank seiner guten Leistungen in den Kader der italienischen Nationalmannschaft kam. Er war als Zweiter  Torhüter bei der EM 2000, kam jedoch zu keinem Länderspieleinsatz. 2001 wurde er italienischer Meister.
2003 wechselte Antonioli zu Sampdoria Genua, ab 2006 spielte er wieder beim FC Bologna. Zur Saison 2009/10 wechselte er erneut zum AC Cesena, wo er 2012 mit knapp 43 Jahren seine Karriere beendete.

## Erfolge
- U-21-Europameister: 1992